# 1099 Figneria
1099 Figneria este un asteroid din centura principală, descoperit pe 13 septembrie 1928, de Grigori Neuimin.